# San Miguel del Río (Oaxaca)
San Miguel del Río es una localidad del estado mexicano de Oaxaca. Es cabecera del municipio de San Miguel del Río.

## Demografía
| Censo | Población |
| ----- | --------- |
| 1900  | 598       |
| 1910  | 634       |
| 1921  | 459       |
| 1930  | 508       |
| 1940  | 657       |
| 1950  | 505       |
| 1960  | 574       |
| 1970  | 676       |
| 1980  | 398       |
| 1990  | 410       |
| 1995  | 302       |
| 2000  | 303       |
| 2005  | 269       |
| 2010  | 288       |
| 2020  | 245       |